# Dalston Kingsland (stacja kolejowa)
Dalston Kingsland – stacja kolejowa w Londynie, na terenie London Borough of Hackney, obsługiwana i zarządzana przez London Overground jako część North London Line. Jest oznaczana jako dogodny punkt przesiadkowy ze względu na bliskość stacji Dalston Junction, należącej do East London Line. W roku statystycznym 2006-07 ze stacji skorzystało ok. 2,538 mln pasażerów.